# Catching Tales
Catching Tales – czwarty album Jamiego Culluma. W Europie został wydany we wrześniu 2005 roku, w Stanach Zjednoczonych w miesiąc później. Ta płyta pobiła rekord popularności poprzedniego krążka Twentysomething. Także na tym albumie Cullum przedstawia nam nowe oraz interpretacje jazzowych (i nie tylko) standardów. Pierwszy singlem była piosenka „Get your way”, przy której pomagał członek grupy Gorillaz Dan Nakamura (Dan the Automator).
Płyta jest mieszanką jazzu, popu oraz hip-hopu. Nie można go zaklasyfikować do jednego gatunku muzycznego.
Amerykańska, francuska (a także polska) wersja Catching Tales nie zawiera utworu „Gershwina” Fascinating Rhythm.
W sprzedaży znajduje się też wersja „De luxe” albumu zawierająca 18-minutowy dodatek pt. „Telling Tales” (tłum. Opowiadając historie) przedstawiający w skrócie tworzenie oraz promocję albumu.
W Holandii (skąd pochodzi Sebastiaan de Krom, jeden z członków zespołu Culluma) ukazała się odrębne wydanie albumu zawierające dwie dodatkowe piosenki: „All at sea” oraz „Everlasting love” z nagrania na żywo w telewizji BNN.

## Lista utworów
1. „Get Your Way” (Allen Toussaint, Jamie Cullum, Dan Nakamura) – 4:01
2. „London Skies” (Jamie Cullum, Guy Chambers) – 3:43
3. „Photograph” (Jamie Cullum) – 5:47
4. „I Only Have Eyes for You” (Al Dubin, Harry Warren) – 3:58
5. „Nothing I Do” (Jamie Cullum) – 5:03
6. „Mind Trick” (Jamie Cullum, Ben Cullum) – 4:05
7. „21st Century Kid” (Jamie Cullum) – 4:00
8. „I’m Glad There Is You” (Jimmy Dorsey, Paul Mertz) – 4:09
9. „Oh God” (Jamie Cullum, Guy Chambers) – 3:38
10. „Catch the Sun” (Jimi Goodwin, Jez Williams, Andy Williams) – 3:46
11. „7 Days to Change Your Life” (Jamie Cullum) – 5:37
12. „Our Day Will Come” (Mort Garson, Bob Hilliard) – 3:55
13. „Back to the Ground” (Jamie Cullum, Ed Harcourt) – 4:37
14. „Fascinating Rhythm” (George Gershwin, Ira Gershwin) – 4:49
15. „My Yard” (Jamie Cullum, Ben Cullum, Teron Beal) – 4:09